# 1976年インスブルックオリンピックのオランダ選手団
1976年インスブルックオリンピックのオランダ選手団（1976ねんインスブルックオリンピックのオランダせんしゅだん）は、1976年2月4日から2月15日まで、オーストリアのインスブルックで開催された1976年インスブルックオリンピックのオランダ選手団、およびその競技結果。

## 概要
今大会は金メダル1個、銀メダル2個、銅メダル3個の計6個のメダルを獲得した。
フィギュアスケート女子シングルでは、ディアンネ・デ・レーブがオランダ勢としては1964年インスブルックオリンピックのショーケ・ディクストラ以来のメダルを獲得した。

## メダル
| メダル | 選手名                   | 競技               | 種目         |
| ------ | ------------------------ | ------------------ | ------------ |
| 金     | ピエト・クライネ         | スピードスケート   | 男子10000m   |
| 銀     | ピエト・クライネ         | スピードスケート   | 男子5000m    |
| 銀     | ディアンネ・デ・レーブ   | フィギュアスケート | 女子シングル |
| 銅     | ハンス・ファン・ヘルデン | スピードスケート   | 男子1500m    |
| 銅     | ハンス・ファン・ヘルデン | スピードスケート   | 男子5000m    |
| 銅     | ハンス・ファン・ヘルデン | スピードスケート   | 男子10000m   |